# شهریار روحانی
شهريار روحاني Shahriar Rouhani ( (بالفارسية: شهریار روحانی) ) هو فيزيائي وعام وناشط سياسي إيراني ينتمي إلى حركة الحرية الإيرانية . خلال الأيام الأولى للثورة الإيرانية عام 1979 ، تولى إدارة السفارة الإيرانية الثورية في الولايات المتحدة.اعتبارا من عام 2000 ، بدا التدريس في جامعة آزاد الإسلامية في طهران. 

## النشأة والتعليم
وهو حفيد الفيلسوف ورجل الدين الشيخ إسماعيل محلاتي Esmaeil Mahallatti. كان والده مهندسًا وكانت والدته محسنة وفاعلة خير. شقيقته غزالي تعمل مستشارة خاصة لزراعة الحدائق.  التحق بالمدرسة الثانوية في طهران ودخل الولايات المتحدة بمنح لم تقدمها الحكومة الإيرانية. التحق لفترة وجيزة بجامعة جورجتاون، ثم تخرج من جامعة كاليفورنيا ، بيركلي في الفيزياء ، قبل الالتحاق ببرنامج الدكتوراه في فيزياء السوائل بجامعة ييل .
وصفته جاكلين تريسكوت من صحيفة واشنطن بوست في عام 1979 بأنه «منفتح وودي ووسيم ومصمم بدقة في بدلة من ثلاث قطع البحرية. يتحدث بعبارات محسوبة عن الوضع الإيراني المتقلب وثمار الثورة».

## السفارة الإيرانية في الولايات المتحدة
خلال الأيام الأولى للثورة الإيرانية، ورد أنه كان يترأس الطلاب الثوريين الذين تولى منصب سفارة الحكومة المؤقتة لجمهورية إيران الإسلامية في واشنطن العاصمة. كان روحاني مسؤولاً من فبراير إلى أبريل 1979 على الأقل. وبحسب صحيفة واشنطن بوست ، فإنه لم يتلق أوامر «من [رئيس الوزراء] بازركان أو [وزير الخارجية] يزدي أو أي شخص آخر في طهران».  عين روحاني جيمس أبو رزق محاميًا للسفارة. 

## روابط خارجية
- The MacNeil/Lehrer Report; The Shah and Opposition، 17 نوفمبر 1978، مؤرشف من الأصل في 2022-01-27

| المناصب الحزبية السياسية | المناصب الحزبية السياسية | المناصب الحزبية السياسية          |
| ------------------------ | ------------------------ | --------------------------------- |
| لقب جديد                 | '                        | شاغرحامل اللقب التاليAmir Khorram |